# Volksentscheid über die Einführung des Wahlpflichtbereichs Ethik/Religion

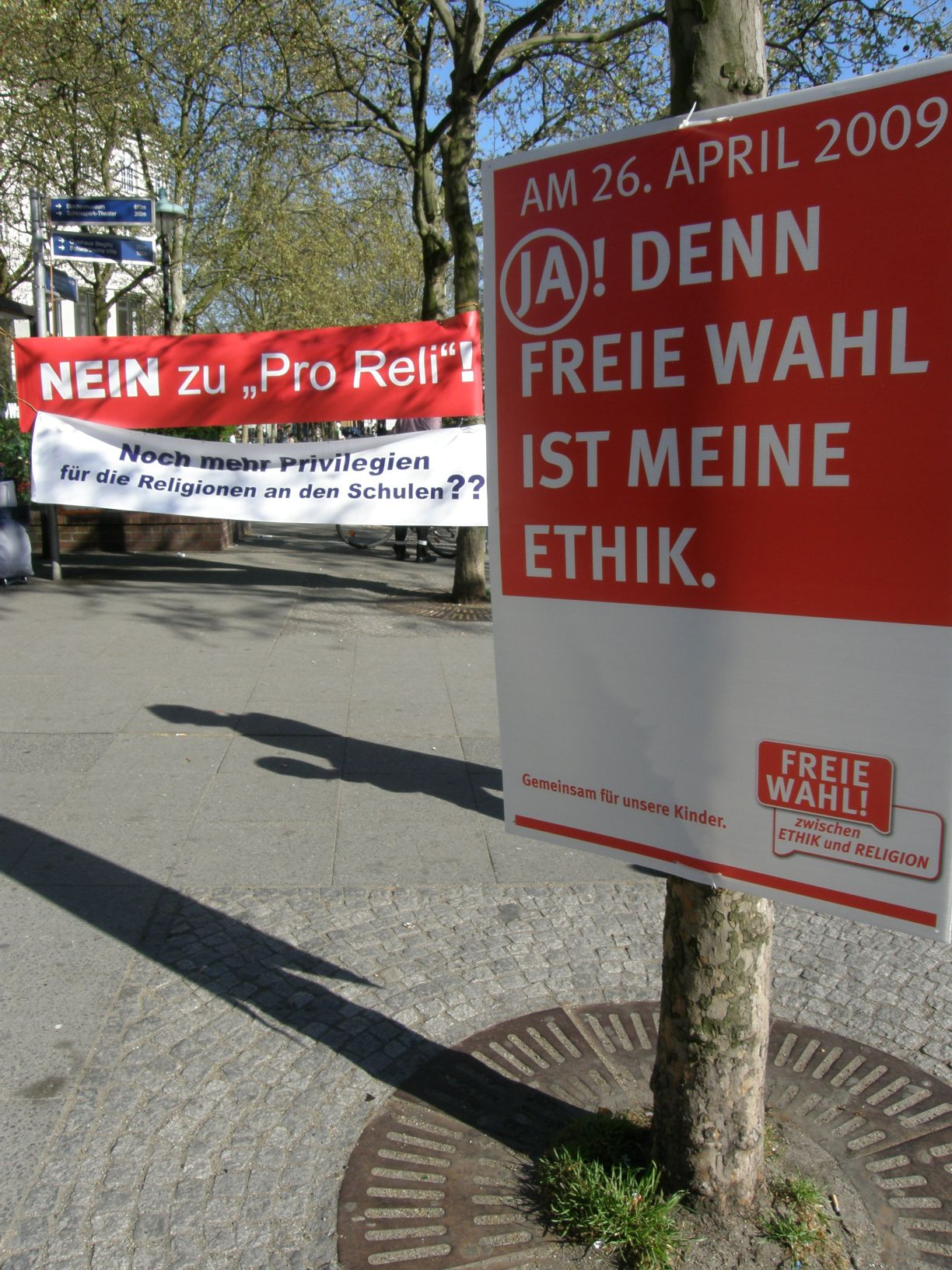
Abstimmungswerbung für und gegen das Volksbegehren

Der Volksentscheid über die Einführung des Wahlpflichtbereichs Ethik/Religion (kurz auch: Pro Reli) wurde am 26. April 2009 in Berlin aufgrund des erfolgreichen Volksbegehrens vom 21. Januar 2009 abgehalten. Ziel des Volksbegehrens war es, das Schulgesetz Berlins zu ändern. Dieses sieht seit 2006 für die Klassenstufen 7 bis 10 das neu eingeführte Fach Ethik als ordentliches Lehrfach vor, während Religions- und Weltanschauungsunterricht verschiedener Konfessionen bzw. Weltanschauungsgemeinschaften – wie seit 1948 – in Berlin ab der ersten Klasse zusätzlich freiwillig besucht werden kann. Per Volksbegehren sollte diese Regelung durch eine Wahlpflichtfachgruppe „Ethik/Religion“ ab der ersten Klasse ersetzt werden. Der Volksentscheid war nach der 2006 in der Verfassung von Berlin eingeführten Volksgesetzgebung der zweite in der Geschichte des Landes Berlin und zugleich der erste, bei dem unmittelbar über die Änderung eines Gesetzes abgestimmt wurde. Die zur Abstimmung gestellte Vorlage wurde im Volksentscheid mehrheitlich abgelehnt.

## Vorgeschichte
Laut Art. 7 Abs. 1 bis 3 GG Schulwesen ist der Religionsunterricht „in den öffentlichen Schulen mit Ausnahme bekenntnisfreier Schulen ordentliches Lehrfach“. Der als Bremer Klausel bezeichnete Art. 141 GG schließt die Geltung von Art. 7 GG für die Bundesländer aus, in denen am 1. Januar 1949 eine abweichende landesrechtliche Regelung bestand. Da § 13 des Schulgesetzes für Groß-Berlin vom 26. Juni 1948 von Art. 7 Abs. 3 GG abwich, gilt Art. 141 GG auch in Berlin. Seit 1948 ist der Religionsunterricht in Berlin kein Teil des Unterrichtsangebots der staatlichen Schule, sondern ein zusätzliches, freiwilliges Fach in Verantwortung der jeweiligen Religions- oder Weltanschauungsgemeinschaft. Die Kosten des Religions- und Weltanschauungsunterrichts wurden gleichwohl zum weit überwiegenden Teil vom Land Berlin getragen, ebenso wurden Schulräume kostenfrei zur Verfügung gestellt und die Einteilung der Stunden in den Stundenplan vorgenommen. Änderungen an dieser Praxis sind nicht beabsichtigt.
Nach dem „Ehrenmord“ an Hatun Sürücü im Februar 2005 und der sich anschließenden öffentlichen Debatte wurden die Forderungen zur Einführung einer für alle Schüler obligatorischen Werteerziehung nachdrücklicher. Zuvor war noch Ende 2004 unter Schulsenator Klaus Böger ein Gesetzentwurf eingebracht worden, der einen Ethikunterricht mit Abmeldemöglichkeit zugunsten von Religions- und Weltanschauungsunterricht vorsah. Am 23. März 2006 nahm das Abgeordnetenhaus von Berlin in zweiter Lesung mit 85 gegen 41 Stimmen bei 4 Enthaltungen einen Gesetzentwurf der Regierungskoalition aus SPD und der Linkspartei.PDS an, mit dem schrittweise das Fach Ethik für die Klassenstufen 7 bis 10 ohne eine Abmeldemöglichkeit eingeführt wurde. Der Religionsunterricht blieb von der Neuregelung unberührt und wurde unverändert als freiwilliges Zusatzfach angeboten. Das neue Unterrichtsfach wurde im August 2006 zu Beginn des Schuljahres 2006/2007 an rund 330 öffentlichen Schulen Berlins eingeführt.
Nach zwei Verfassungsbeschwerden bestätigte das Bundesverfassungsgericht am 15. März 2007 die Verfassungskonformität eines für alle Schüler obligatorischen Faches Ethik.

## Das Volksbegehren
Vorsitzender des im März 2007 gegründeten Vereins Pro Reli e. V. ist der Rechtsanwalt und CDU-Politiker Christoph Lehmann, der sich selbst als „überzeugter Katholik“ bezeichnet. Die Geschäftsführung des Vereins übernahm Lehmanns Wilmersdorfer Parteifreund Martin Schröder. Mit der Organisation der Medienkampagne wurde der ehemalige Landesgeschäftsführer und Sprecher der Berliner CDU Matthias Wambach betraut. Der erfahrene PR-Manager war zwischen 2001 und 2006 Mitglied des Berliner Abgeordnetenhauses und hatte schon die Medienkampagne des im April 2008 gescheiterten Volksentscheides für den Erhalt des Flughafens Berlin-Tempelhof geleitet.
Im November 2007 übertraf die Initiative mit mehr als 37.000 gesammelten Unterschriften deutlich das in der Verfassung von Berlin geforderte Quorum von 20.000 Unterschriften für die Einleitung eines Volksbegehrens.
Am 22. September 2008 begann die Unterschriftensammlung für das Volksbegehren. Pro Reli musste innerhalb der folgenden vier Monate mindestens 170.000 Unterschriften (7 % der Wahlberechtigten) sammeln, um die zweite Hürde zum Volksentscheid zu überschreiten.
Am 1. Oktober 2008 erhielten die Berliner Politiker Friedbert Pflüger (CDU) und Martin Lindner (FDP) eine Audienz bei Papst Benedikt XVI., bei der das Oberhaupt der römisch-katholischen Kirche seine Zustimmung zu Pro Reli äußerte.
Die Mehrheit der Berliner Bevölkerung ist konfessionslos. Über 59 % der Berliner sind an keine religiöse Organisation gebunden. In den ersten zwei Monaten des Volksbegehrens konnten laut Veröffentlichung des Landesabstimmungsleiters 30.333 gültige Unterschriften gesammelt werden, was rund 1,2 % der Wahlberechtigten entspricht. Pro Reli hielt dem entgegen, dass lediglich die im ersten Monat gesammelten Unterschriften bisher eingereicht worden seien und dass in Wahrheit über 70.000 Unterschriften vorlägen. Bis zum 9. Januar 2009 konnten über 140.000 Unterschriften gesammelt werden.
Am 4. Februar 2009 gab der Landesabstimmungsleiter das amtliche Endergebnisses bekannt. Demnach lagen 265.823 gültige Zustimmungserklärungen vor, was einem Anteil von 10,9 % entspricht. Der Landesabstimmungsleiter stellte fest, dass das Volksbegehren somit zustande gekommen sei.
Laut Artikel 62 Absatz 4 der Verfassung von Berlin muss einem zustandegekommenen Volksbegehren innerhalb von vier Monaten ein Volksentscheid folgen. Der zweite Satz von Artikel 62 Absatz 4 erlaubt aber eine Fristverlängerung auf bis zu acht Monate, „wenn dadurch der Volksentscheid gemeinsam mit Wahlen oder mit anderen Volksentscheiden durchgeführt werden kann“. Am 17. Februar 2009 gab der Landeswahlleiter bekannt, dass die Abstimmung, wie vom rot-roten Senat vorgeschlagen, am 26. April 2009 stattfinden werde. Pro Reli, CDU, FDP und Bündnis 90/Die Grünen, die vorgeschlagen hatten, die Abstimmung zeitgleich mit der Europawahl 2009 am 7. Juni 2009 durchführen zu lassen, kritisierten diese Entscheidung, da sie erhebliche Mehrkosten verursache.
Die Kampagne von Pro Reli wurde unter anderem mit gut 500.000 € aus Eigenmitteln der evangelischen Landeskirche sowie der evangelischen Kirche Deutschlands finanziert.
Der Volksentscheid wurde von einer juristischen Auseinandersetzung über die Frage begleitet, inwiefern und mit welchen Mitteln der Senat von Berlin Partei ergreifen dürfe. Der Senat hatte in Presseerklärungen und Zeitungsanzeigen dafür geworben, mit „Nein“ zu stimmen. Am 23. April 2009 bestätigte das Oberverwaltungsgericht Berlin-Brandenburg, dass der Senat zur Sachfrage Stellung beziehen dürfe, beispielsweise in Form von Presseerklärungen. Das Schalten von Anzeigen oder die Veröffentlichung von anderen Publikationen, die durch Steuergelder finanziert sind, wurde dem Senat durch den OVG-Beschluss hingegen untersagt. Da zum Zeitpunkt des Urteils die Zeitungsausgaben für den Folgetag bereits gedruckt waren, erschienen trotz des Verbots auch am Folgetag noch werbende Anzeigen des Senats.
Eine weitere juristische Auseinandersetzung folgte: Die Initiative Pro Ethik erstattete Anzeige gegen unbekannt, da in vielen Gebieten Berlins am Wochenende 18. und 19. April 2009 flächendeckend Plakate von Pro Ethik entfernt wurden, an deren Stelle nun Plakate von Pro Reli hingen. Reste der zerstörten Plakate und Kabelbinder an den Masten waren noch vorhanden.

### Ziele des Volksbegehrens
Der Gesetzentwurf des Volksbegehrens sah vor, dass ältere Schüler zwischen den Wahlpflichtfächern Religion und Ethik wählen könnten, wobei der Religionsunterricht nach Konfessionen getrennt werden sollte. Bei Schülern, die das 14. Lebensjahr noch nicht vollendet hatten, sollten die Erziehungsberechtigten entscheiden können. Die Regelung sollte ab der ersten Klasse und an allen öffentlichen Schulen gelten. Im Entwurf wurde bestimmt, dass zwischen den Fächern Ethik und Religion kooperiert werden sollte. Darüber hinaus war laut Entwurf eine Zusammenarbeit der jeweiligen Religions- oder Weltanschauungs-Fachlehrer erwünscht. Einigen Religionsgemeinschaften wurde bei der Gestaltung des Religionsunterrichtes ein Mitspracherecht eingeräumt; er solle „in Übereinstimmung mit den Grundsätzen der Religionsgemeinschaften erteilt“ werden.

### Argumente vonPro Reli
Pro Reli führte an, dass ein Fach Ethik die Schüler in ihrer Auswahl bevormunde. Des Weiteren berief sich der Verein darauf, dass Religion in den meisten anderen Bundesländern ordentliches Lehrfach sei und mit der von Pro Reli geforderten Wahlmöglichkeit der kulturellen Vielfalt Berlins Rechnung getragen würde. Pro Reli berief sich zudem auf Untersuchungen, wonach das Wissen über den jeweils eigenen Glauben den Respekt der Schüler gegenüber Menschen mit anderen Denk- und Glaubensvorstellungen stärke. Pro Reli sah in seinem Vorschlag auch darin einen Vorteil, dass die Berliner Schüler nicht erst in der Oberstufe Werteunterricht als Pflichtfach erhalten würden.
Zudem wurde angeführt, dass man mit einem Wahlpflichtbereich unter staatlicher Aufsicht auch dem religiösen Fundamentalismus besser entgegenwirken könne und viele Schüler angesichts einer in den letzten Jahren nicht nur um das Pflichtfach Ethik stark erweiterten Stundentafel den Religionsunterricht wegen des zeitlichen Mehraufwandes nicht (mehr) freiwillig besuchen würden.

### Unterstützer
Im Verlauf der Jahre 2007/2008 wurde ein breites religions- und konfessionsübergreifendes Aktionsbündnis formiert.
Folgende Organisationen und Prominente unterstützten Pro Reli (Auswahl):
- Evangelische Kirche Berlin-Brandenburg-schlesische Oberlausitz
- Erzbistum Berlin
- Jüdische Gemeinde zu Berlin
- Türkisch-Islamische Union der Anstalt für Religion
- Caritasverband für das Erzbistum Berlin e. V.
- Evangelische Jugend Berlin-Brandenburg-schlesische Oberlausitz
- Diakonisches Werk Berlin-Brandenburg-schlesische Oberlausitz
- Zentralkomitee der deutschen Katholiken
- Evangelische Studierendengemeinde Berlin
- Malteser Hilfsdienst
- Die Johanniter
- CDU-Landesverband Berlin
- FDP-Landesverband Berlin
- Evangelische Kirche in Deutschland
- Deutsche Bischofskonferenz
- Bund Katholischer Unternehmer
- Katholische Arbeitnehmer-Bewegung
- Arne Friedrich
- Tita von Hardenberg
- Eckart von Hirschhausen
- Günther Jauch
- Angela Merkel[27]

Im Gegensatz zum Berliner Landesverband der SPD setzten sich mehrere prominente Repräsentanten der Bundespartei, darunter Vizekanzler Frank-Walter Steinmeier, Bundestagsvizepräsident Wolfgang Thierse und Andrea Nahles, zugunsten von Pro Reli ein.

## Gegenbewegung zum Volksbegehren
Gegner des Volksbegehrens gründeten am 20. Mai 2008 die Initiative Pro Ethik, deren Schirmherr der Präsident des Abgeordnetenhauses von Berlin, Walter Momper (SPD), ist. Im Dezember 2008 wurde die Aktion Christen Pro Ethik gegründet.
Als Reaktion auf die zustandegekommene Volksabstimmung bildete sich am 4. März 2009 das überparteiliche Bündnis Pro Ethik plus Religion, das die Beibehaltung der bestehenden Gesetzeslage, also Ethik als Pflichtfach für die Jahrgangsstufen 7 bis 10 und zusätzlich ab der ersten Klasse Religions- oder Weltanschauungsunterricht als Wahlfach zum Ziel hatte.

### Argumente der Gegner des Volksbegehrens
Das Hauptargument der Ethik-Befürworter war, dass in der multikulturellen Stadt Berlin, in der Menschen mit unterschiedlichen religiösen und weltanschaulichen Ansichten leben, ein nach Religion oder Weltanschauung getrennter Werteunterricht die Spaltung der Gesellschaft fördern würde. Der gemeinsame Ethikunterricht hingegen biete eine Plattform, sich auszutauschen und zu Toleranz und Integration beizutragen. Innerhalb eines Wahlpflichtbereiches Ethik/Religion verlöre der Ethikunterricht seinen Sinn, weil der gemeinsame Dialog wegfiele.
Des Weiteren wurde angeführt, dass der Religionsunterricht unter der bestehenden Regelung gar nicht eingeschränkt werde, sondern genauso wie schon vor der Einführung von Ethik von der 1. bis zur 13. Klasse freiwillig besucht werden könne und größtenteils staatlich finanziert werde.
Den Argumenten von Pro Reli wurde entgegengehalten, dass die vorgeschlagene Änderung keine größere Freiheit, sondern einen „Wahlzwang“ zwischen Religion und Ethik schaffe. Ethik sei ein Fach der Allgemeinbildung und unabhängig vom Religionsunterricht. Wenn sich die Schüler für eines der beiden Fächer entscheiden müssten, unterlaufe dies die Trennung von Kirche und Staat. Es sei außerdem zweifelhaft, ob die Ausbildung einer eigenen festen Grundüberzeugung notwendige Voraussetzung für Toleranz gegenüber anderen Weltanschauungen sei – in der Geschichte gebe es zahlreiche Gegenbeispiele.

### Unterstützer
Zu den Unterstützern des Bündnisses Pro Ethik gehörten:
- SPD – Landesverband Berlin[34]
- Die Linke – Landesverband Berlin
- Bündnis 90/Die Grünen – Landesverband Berlin (mit Ausnahme ihrer „Arbeitsgruppe Christen“)[35]
- LandesschülerInnenausschuss Berlin und LandesschülerInnenvertretung Berlin[36]
- Aktion Christen Pro Ethik[30]
- Humanistische Union[37]
- Humanistischer Verband Deutschlands[38]
- Alevitische Gemeinde zu Berlin
- Deutsche Buddhistische Union
- Deutscher Freidenker Verband
- Gewerkschaft Erziehung und Wissenschaft (GEW)
- Lesben- und Schwulenverband Berlin-Brandenburg (LSVD)
- Türkischer Bund Berlin-Brandenburg (TBB)
- Türkischer Elternverein Berlin-Brandenburg

Am 5. März 2009 sprach sich das Berliner Abgeordnetenhaus mit den Stimmen der Fraktionen der SPD, Linken und Grünen mit einem Entschließungsantrag gegen den Gesetzentwurf von Pro Reli aus und forderte die Abstimmungsberechtigten auf, mit „Nein“ zu stimmen.

## Abstimmungsergebnis

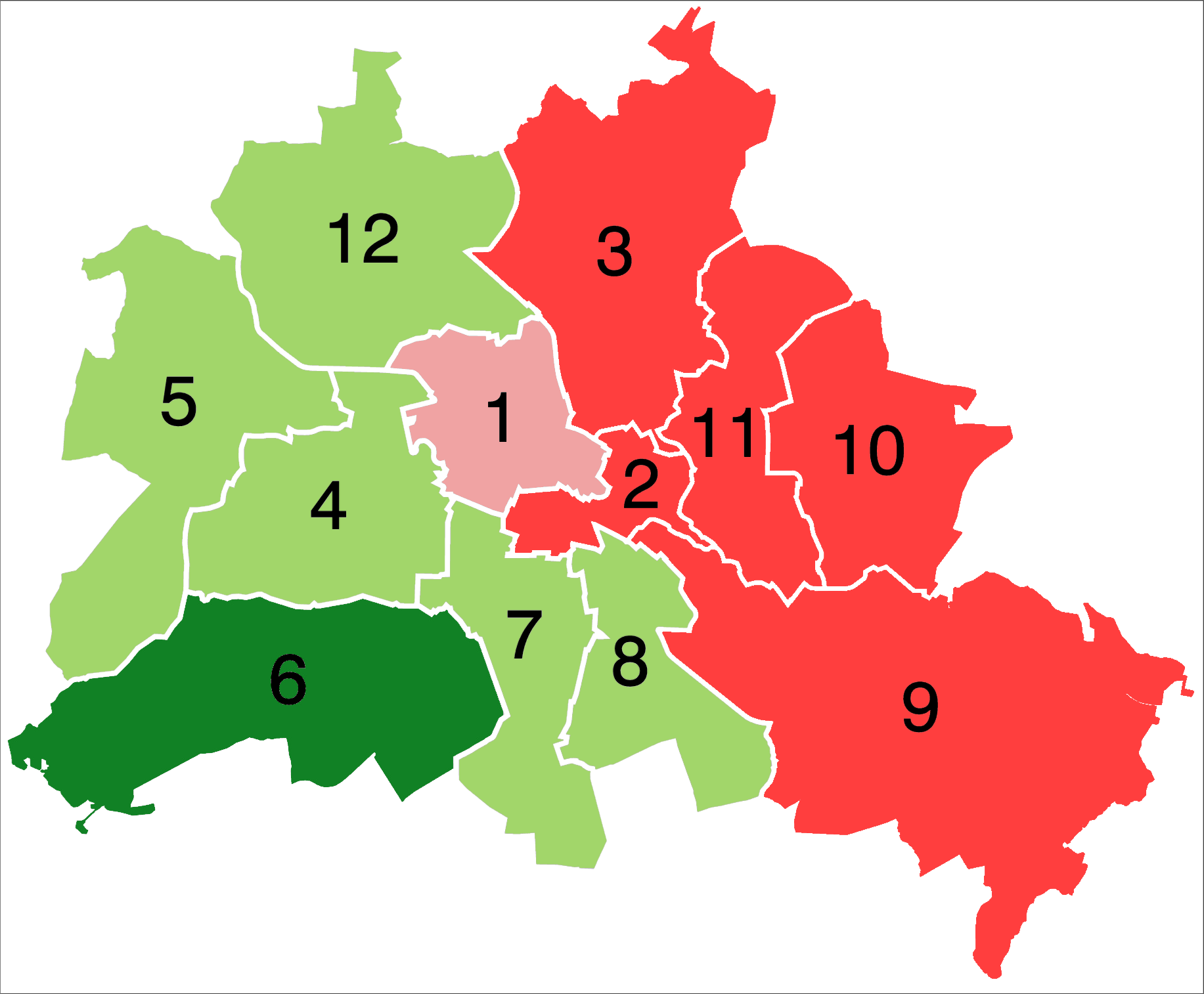
Ergebnisse des Volksentscheids Pro Reli nach Bezirk:
----
über 60 % Ja-Stimmen der Teilnehmer und über 25 % der Stimmberechtigten
über 60 % Ja-Stimmen der Teilnehmer und unter 25 % der Stimmberechtigten
über 50 % Nein-Stimmen der Teilnehmer und unter 25 % Ja-Stimmen der Stimmberechtigten
über 70 % Nein-Stimmen der Teilnehmer und unter 25 % Ja-Stimmen der Stimmberechtigten

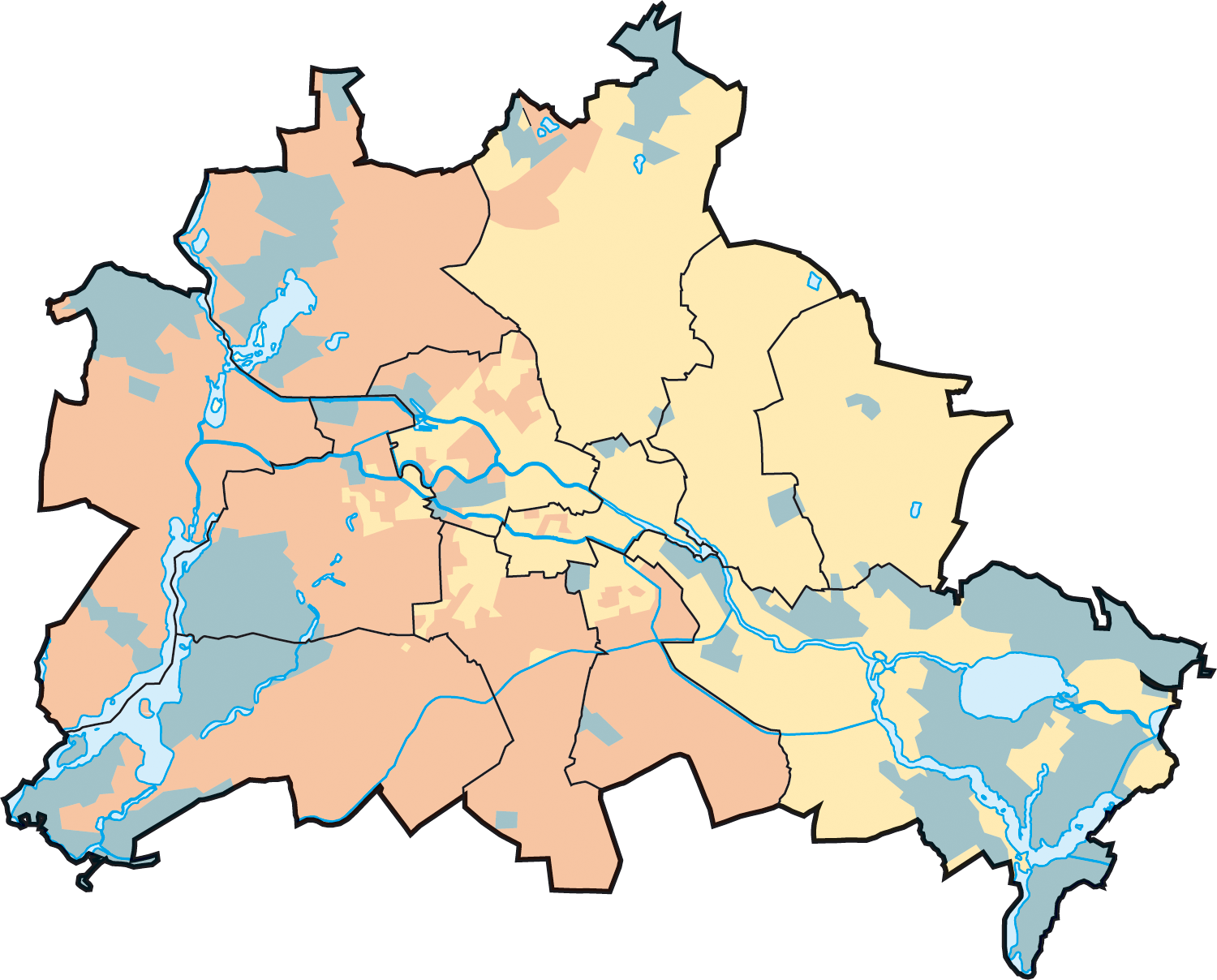
Ergebnisse des Volksentscheids nach Abstimmungsgebiet:
----
über 50 % Ja-Stimmen der Teilnehmer
über 50 % Nein-Stimmen der Teilnehmer
Wald und Grünflächen

Am 26. April 2009 fand der Volksentscheid über den Gesetzentwurf statt. 713.288 (29,2 Prozent) der 2,4 Millionen Wahlberechtigten gaben ihre Stimme ab. Von den Abstimmungsteilnehmern stimmten 51,4 Prozent gegen die Gesetzesänderung, 48,4 Prozent befürworteten sie. Damit wurde der Gesetzentwurf abgelehnt. Mit 14,1 Prozent Ja-Stimmen der Stimmberechtigten wurde darüber hinaus das für einen erfolgreichen Volksentscheid nötige Zustimmungsquorum von 25 % der Stimmberechtigten nicht erreicht.

### Verteilung der Ergebnisse
In der Betrachtung des Ergebnisses nach Bezirken zeigt sich eine Ost-West-Teilung Berlins. Während im Westteil der Stadt die Befürworter überwogen (über 60 Prozent Zustimmung), stimmte der Ostteil mit deutlicher Mehrheit (über 70 Prozent) gegen den Gesetzentwurf. Auch lag die Beteiligung im Westen meist über dem Durchschnitt für ganz Berlin (29,2 Prozent), während sie im Osten generell darunter lag. In den zwei „gemischten“ Bezirken, die die historische Ost-West-Grenze überschreiten, ähnelte das Ergebnis nach Zustimmung und Beteiligung in Mitte dem Berliner Gesamtergebnis und in Friedrichshain-Kreuzberg dem der „Ost“-Bezirke. Das Ergebnis wird jedoch auch mit anderen Merkmalen in Verbindung gebracht, wie etwa Parteipräferenzen oder der räumlichen Verteilung der wahlberechtigten evangelischen und katholischen Kirchensteuerpflichtigen. Des Weiteren ist zu erkennen, dass in den meisten innerstädtischen Gebieten Pro Reli in der Mehrheit abgelehnt wurde, so auch in den urbaneren Teilen Neuköllns oder in Schöneberg.
| Nr.                                                                        | Bezirk                     | Beteiligung (Stimmber.) | Ja (Stimmber.) | Ja (Teilnehmer) | Nein (Teilnehmer) | Ungültig (Teilnehmer) |
| -------------------------------------------------------------------------- | -------------------------- | ----------------------- | -------------- | --------------- | ----------------- | --------------------- |
| 1                                                                          | Mitte                      | 24,3 %                  | 10,9 %         | 44,8 %          | 55,0 %            | 0,2 %                 |
| 2                                                                          | Friedrichshain-Kreuzberg   | 26,2 %                  | 06,7 %         | 25,8 %          | 74,0 %            | 0,2 %                 |
| 3                                                                          | Pankow                     | 27,9 %                  | 08,0 %         | 28,7 %          | 71,2 %            | 0,2 %                 |
| 4                                                                          | Charlottenburg-Wilmersdorf | 34,3 %                  | 20,7 %         | 60,3 %          | 39,6 %            | 0,1 %                 |
| 5                                                                          | Spandau                    | 28,1 %                  | 19,4 %         | 69,2 %          | 30,7 %            | 0,2 %                 |
| 6                                                                          | Steglitz-Zehlendorf        | 41,4 %                  | 27,4 %         | 66,3 %          | 33,5 %            | 0,2 %                 |
| 7                                                                          | Tempelhof-Schöneberg       | 33,6 %                  | 20,5 %         | 60,9 %          | 38,9 %            | 0,2 %                 |
| 8                                                                          | Neukölln                   | 26,5 %                  | 16,4 %         | 61,8 %          | 37,9 %            | 0,3 %                 |
| 9                                                                          | Treptow-Köpenick           | 27,7 %                  | 07,2 %         | 26,1 %          | 73,7 %            | 0,2 %                 |
| 10                                                                         | Marzahn-Hellersdorf        | 21,6 %                  | 04,9 %         | 22,8 %          | 77,0 %            | 0,2 %                 |
| 11                                                                         | Lichtenberg                | 23,2 %                  | 05,0 %         | 21,3 %          | 78,5 %            | 0,2 %                 |
| 12                                                                         | Reinickendorf              | 33,2 %                  | 22,9 %         | 69,1 %          | 30,7 %            | 0,2 %                 |
| 13                                                                         | Berlin (insgesamt)         | 29,2 %                  | 14,1 %         | 48,4 %          | 51,4 %            | 0,2 %                 |
| Farben der Bezirksnummern: ehem. West-, ehem. Ost-, West/Ost-Fusionsbezirk |                            |                         |                |                 |                   |                       |

| Nr.                                                                        | Bezirk                     | Bevölkerung (31. Dez. 2008) | Stimmber. | Begehren Unterzeichner | Ja      | Nein    | Ung.  | WahlBet |
| -------------------------------------------------------------------------- | -------------------------- | --------------------------- | --------- | ---------------------- | ------- | ------- | ----- | ------- |
| 1                                                                          | Mitte                      | 329.592                     | 193.529   | 10.956                 | 21.059  | 25.866  | 117   | 47.042  |
| 2                                                                          | Friedrichshain-Kreuzberg   | 270.572                     | 168.825   | 5.569                  | 11.386  | 32.724  | 92    | 44.202  |
| 3                                                                          | Pankow                     | 366.899                     | 279.669   | 4.794                  | 22.383  | 55.594  | 131   | 78.108  |
| 4                                                                          | Charlottenburg-Wilmersdorf | 318.208                     | 216.524   | 28.730                 | 44.782  | 29.381  | 107   | 74.270  |
| 5                                                                          | Spandau                    | 223.813                     | 161.008   | 18.650                 | 31.297  | 13.885  | 69    | 45.251  |
| 6                                                                          | Steglitz-Zehlendorf        | 291.871                     | 214.859   | 37.668                 | 58.969  | 29.806  | 159   | 88.934  |
| 7                                                                          | Tempelhof-Schöneberg       | 333.110                     | 230.507   | 40.622                 | 47.146  | 30.097  | 124   | 77.367  |
| 8                                                                          | Neukölln                   | 309.892                     | 195.143   | 24.079                 | 31.928  | 19.609  | 136   | 51.673  |
| 9                                                                          | Treptow-Köpenick           | 239.405                     | 198.357   | 6.341                  | 14.334  | 40.512  | 114   | 54.960  |
| 10                                                                         | Marzahn-Hellersdorf        | 248.150                     | 202.373   | 2.394                  | 9.960   | 33.712  | 95    | 43.767  |
| 11                                                                         | Lichtenberg                | 258.869                     | 202.966   | 3.123                  | 10.052  | 37.004  | 87    | 47.143  |
| 12                                                                         | Reinickendorf              | 241.294                     | 181.939   | 21.981                 | 41.708  | 18.531  | 139   | 60.378  |
| 13                                                                         | Berlin (insgesamt)         | 3.431.675                   | 2.445.699 | 265.823                | 345.004 | 366.721 | 1.370 | 713.095 |
| Farben der Bezirksnummern: ehem. West-, ehem. Ost-, West/Ost-Fusionsbezirk |                            |                             |           |                        |         |         |       |         |

## Reaktionen nach der Abstimmung
„Wir haben die Stadt ein ganzes Stück bewegt. Wir alle haben erlebt, dass Berlin über Gott und die Welt gesprochen hat – eine Stadt, die immer als Hauptstadt der Atheisten bezeichnet worden war.“

„Das ist ein eindeutiges Votum für die bisherige Regelung und bestätigt den gemeinsamen Werteunterricht im Fach Ethik.“

Der Senat steht dennoch nach wie vor zur Förderung des freiwilligen Religionsunterrichts. Der Präsident des Abgeordnetenhauses und Schirmherr von Pro Ethik, Walter Momper (SPD), sagte: 

„Als evangelischer Christ finde ich, dass die Kirchen Schaden genommen haben.“

 Die Kirche habe bereits dadurch verloren, dass sie „Halbwahrheiten und Unwahrheiten“ verbreitet habe und „rumtrickste“ (Walter Momper).